# Benarrabá
 Benarrabá (de l'arabe Banou Rabbah - بَنُو رَبَّاح) est une commune de la province de Malaga dans la communauté autonome d'Andalousie en Espagne.